# Хуан Пабло Монтес
Хуан Пабло Монтес (ісп. Juan Pablo Montes, нар. 26 жовтня 1985, Сулако) — гондураський футболіст, захисник клубу «Мотагуа» та національної збірної Гондурасу.

## Клубна кар'єра
У дорослому футболі дебютував 2006 року виступами за команду клубу «Атлетіко Оланчано», в якій провів один сезон.
Своєю грою за цю команду привернув увагу представників тренерського штабу клубу «Депортіво Вікторія», до складу якого приєднався 2007 року. Відіграв за клуб з Ла-Сейби наступні чотири сезони своєї ігрової кар'єри.
Згодом з 2011 по 2013 рік грав у складі команд клубів «Віда», «Некакса» та «Депортіво Платенсе».
До складу клубу «Мотагуа» приєднався 2013 року.

## Виступи за збірну
2013 року дебютував в офіційних матчах у складі національної збірної Гондурасу. Наразі провів у формі головної команди країни 9 матчів, забивши 1 гол.
Включений до складу збірної для участі у фінальній частині чемпіонату світу 2014 року у Бразилії.